# تحت الماء (فلم)
تحت الماء (بالإنجليزية: Underwater) هو فيلم رعب خيال علمي أمريكي صدر عام 2020  من إخراج ويليام يوبانك وكتابة بريان دوفيلد وآدم كوزاد . الفيلم من إنتاج شركة تشيرنين انتيرتينمنت والنجوم كريستين ستيوارت ، وفنسنت كاسيل 
تم إصدار فيلم في الولايات المتحدة في 10 يناير 2020 ، بواسطة 20th Century Fox . حصل الفيلم على آراء متباينة من النقاد وحقق 40 مليون دولار في جميع أنحاء العالم مقابل ميزانية إنتاجه التي تتراوح بين 50 و 80 مليون دولار.

## قصة
تعرضت كيبلر 822، وهي منشأة بحث وحفر تديرها شركة تيان للصناعات في أسفل خندق ماريانا ، لزلزال قوي. بما أن جزء من المنشأة دمرها الزلزال، تشق المهندسة الميكانيكية نورا برايس وزملاؤها رودريغو وبول طريقهم إلى خليج جراب الهروب. ومع ذلك، اكتشف الثلاثة أنه تم بالفعل إطلاق جميع حجرات الهروب، وكان الكابتن لوسيان هو الشخص الوحيد في المنطقة عند وصول الثلاثة. يصلون معًا إلى قاعدة التحكم ويجدان عالمة الأحياء إميلي هافيرشام والمهندس ليام سميث، الذين فشلوا في محاولاتهم للاتصال بالسطح. يقترح لوسيان استخدام بدلات مضغوطة للمشي لمسافة ميل واحد عبر قاع المحيط إلى روبوك 641 على أمل الوصول إلى من هناك. أثناء نزولهم في مصعد الشحن، تنفجر خوذة رودريغو المعيبة تحت ضغط الماء. يرى الطاقم الناجي منارة استغاثة من أحد حجرات الهروب أدناه ، ويذهب سميث وبول للتحقيق. عند وصولهم إلى الموقع، وجدوا جثة في الأنقاض. مخلوق يخرج من ظهر الجثة ويهاجمها. يقتل سميث المخلوق ويأخذه إلى الداخل. يفحص هافيرشام المخلوق ويدرك أنه ينتمي إلى أنواع غير مكتشفة سابقًا.

## طاقم الفيلم
- كريستين ستيوارت في دور نورا برايس ، المهندسة الميكانيكية في كيبلر ، التي تقود المجموعة للهروب من المحطة.
- فنسنت كاسيل مثل دبليو لوسيان ، قائد كبلر والعامل السابق لشيبارد ، الذي كان على دراية بتأثير المحطة على المحيط ، وفقد ابنة بسبب أسباب غير معروفة.
- تي جيه ميللر مثل بول أبيل ، مهرج المجموعة ، الذي يحمل أرنبًا يدعى ليل بول معه.
- جيسيكا هينويك مثلت إميلي هافيرشام ، عالمة الأحياء ، التي على علاقة مع سميث.
- جون غالاغر جونيور مثل ليام سميث ، مهندس كيبلر ، الذي يواعد هافيرشام.
- مامودو أثي مثل رودريغو ناجيندا ، زميل مساعد يعمل في نوبة نهارية في كيبلر.
- جنير رايت مثل لي ميلر ، وهو عضو طاقم غير معروف وهو أول من يتعرض للهجوم من قبل المخلوقات ، والذي يسمع الناجون الستة انتقاله.

## روابط خارجية
- مقالات تستعمل روابط فنية بلا صلة مع ويكي بيانات
- الموقع الرسمي على Fox Movies
- تحت الماء  في قاعدة بيانات الأفلام على الإنترنت (بالإنجليزية)
- تحت الماء VFX 2020 (الإسبانية)